# Christian Gottfried Dierig
Christian Gottfried Dierig (* 12. Oktober 1923 in Langenbielau, Schlesien; † 5. Juni 2016 in Augsburg) war ein deutscher Textilunternehmer und Vorstandsvorsitzender der in Augsburg ansässigen Dierig Holding AG sowie Vorsitzender der Geschäftsführung der Dierig Textilwerke GmbH in Augsburg und Präsident des Verwaltungsrates der Dierig AG in Wil (Schweiz).

## Leben
Christian Gottfried Dierig, Sohn von Gottfried Dierig, stand dem Vorstand des 1805 von Christian Gottlob Dierig gegründeten einst größten Textilunternehmens Europas vor. Die Dierig Holding AG wird mittlerweile in der sechsten Generation von Christian Gottfried Dierigs Sohn, Christian Dierig, geführt. Im heutigen Dierig-Konzern mit Sitz in Augsburg arbeiten rund 200 Mitarbeiter in verschiedenen textilen Tochterunternehmen der Dierig Holding AG sowie im Immobilienmanagement.
Mit einst 15.000 Mitarbeitern zählte die Firma Dierig zu den größten Baumwollspinnereien des Kontinents. C.G. Dierig wurde 1953 als Vorstand der Dierig Holding AG sowie als Geschäftsführer der Dierig Textilwerke GmbH eingesetzt.
Nach dem Zweiten Weltkrieg, an dem Christian Gottfried Dierig als Artillerieleutnant teilnahm, gingen die schlesischen Besitztümer der Familie verloren. Dierig fand nach dem Krieg Arbeit als Hilfsschlosser in den Augsburger Textilfabriken des Dierig-Konzerns. Diese waren bereits 1919 von der Firma Dierig erworben worden. Durch die Übernahme des Hammersen-Konzerns im Jahr 1930 war der Dierig-Konzern Eigentümer weiterer Textilfabriken in Augsburg, Kempten, Rheydt, Bocholt und Rheine.
Nach einer Ausbildung zum Textilingenieur am Technikum Reutlingen wurde Christian G. Dierig 1953 zum Vorstand der Christian Dierig AG berufen, dessen Vorsitz er 1969 übernahm. In den 1960er-Jahren wurde Dierig wieder das größte Textilunternehmen Deutschlands und beschäftigte bis zu 8000 Menschen. Dierig war Aufsichtsratsvorsitzender unter anderem der Christian Dierig GmbH in Augsburg und blieb bis 1990 Vorstandsvorsitzender der Christian Dierig AG und deren Nachfolgegesellschaft Dierig Holding AG.
Auf den Strukturwandel in der Textilindustrie reagierte Dierig mit Mitteln der Technisierung und Optimierung der Abläufe. Dennoch entwickelten sich die Umsätze des Konzerns in den späten 1980er Jahren rückläufig. Um das Überleben des Unternehmens zu sichern, entwickelte Dierig, seit 1990 stellvertretender Vorsitzender des Aufsichtsrates der Dierig Holding AG, gemeinsam mit dem Management einen Rückzugsplan aus der Eigenfertigung im Inland. 1997 wurde sein Sohn Christian Dierig Sprecher des Vorstands der Dierig Holding AG. Seitdem konzentriert sich Dierig auf den Textilhandel, das Bettwäschegeschäft und das Immobilienmanagement. 2013 gab Christian Gottfried Dierig sein Aufsichtsratsmandat ab und wurde zum Ehrenvorsitzenden des Aufsichtsrates ernannt. Viele weitere Aufsichtsratfunktionen übte er aus, etwa bei der F. H. Hammersen GmbH in Kempten, der Prinz Verwaltungs GmbH in Augsburg und der Martini Verwaltungs GmbH (als stellvertretender Aufsichtsratsvorsitzender) in Augsburg.
Dierig war auch Präsident des Gesamtverbandes der Textilindustrie der Bundesrepublik Deutschland.